# Saint-Just-et-Vacquières
Saint-Just-et-Vacquières è un comune francese di 288 abitanti situato nel dipartimento del Gard, nella regione dell'Occitania.

## Società

### Evoluzione demografica
Abitanti censiti